# FlyMe (Schweden)
FlyMe war eine schwedische Billigfluglinie mit Sitz in Göteborg. Neben dem Heimatflughafen Göteborg/Landvetter dienten der Flughafen Malmö und der Flughafen Stockholm/Arlanda als Luftfahrt-Drehkreuze.

## Geschichte
Die Gesellschaft nahm 2004 ihren Betrieb auf. Zuletzt flog FlyMe Ziele in West- und Südeuropa an.
Am 2. März 2007 meldete FlyMe Konkurs an, da die Banken Konten sperrten, um eine Sicherheit für ausstehende Zahlungen zu haben. Alle Flüge wurden eingestellt. Betroffen waren 220 Angestellte.

## Flotte
- 6 Boeing 737-300
- 1 Boeing 737-500